# بری فیتزجرالد
بری فیتزجرالد (انگلیسی: Barry Fitzgerald؛ زاده ۱۰ مارس ۱۸۸۸ – درگذشته ۱۴ ژانویه ۱۹۶۱) هنرپیشه اهل ایرلند بود.

## اوایل زندگی
فیتزجرالد با نام ویلیام جوزف شیلدز در جاده والورث، پورتوبلو ، دوبلین ، ایرلند، پسر فانی سوفیا (نام خواهر آنجرلند) و آدولفوس شیلدز به دنیا آمد . پدرش ایرلندی و مادرش آلمانی بود.  او برادر بزرگتر بازیگر ایرلندی آرتور شیلدز بود .

## جوایز
- جایزه اسکار بهترین بازیگر نقش مکمل مرد (۱۹۴۴)
- جایزه گلدن گلوب بهترین بازیگر نقش مکمل مرد در دومین دوره (۱۹۴۴)
- نامزد جایزه اسکار بهترین بازیگر نقش اول مرد (۱۹۴۴)
- جایزه حلقه منتقدان فیلم نیویورک برای بهترین بازیگر نقش اول مرد (۱۹۴۴)

## فیلم‌شناسی
- جونو و پایکوک (۱۹۳۰)
- خیش و ستارگان (۱۹۳۶)
- ماری آنتوانت (۱۹۳۸)
- پرواز شناسایی (۱۹۳۸)
- بزرگ کردن کودک (۱۹۳۸)
- چهار مرد و یک نیت خیر (۱۹۳۸)
- سفر دریایی طولانی به خانه (۱۹۴۰)
- چه سرسبز بود دره من (۱۹۴۱)
- گرگ دریا (۱۹۴۱)
- به راه خود می‌روم (۱۹۴۴)
- سپس هیچ‌کدام باقی نماندند (۱۹۴۵)
- کالیفرنیا (۱۹۴۷)
- شهر عریان (۱۹۴۸)
- مرد آرام (۱۹۵۲)